# Colonia del Proletariado
Colonia del Proletariado är en ort i Mexiko.   Den ligger i kommunen Veracruz och delstaten Veracruz, i den sydöstra delen av landet, 300 km öster om huvudstaden Mexico City. Colonia del Proletariado ligger 45 meter över havet och antalet invånare är 446.
Terrängen runt Colonia del Proletariado är platt. Runt Colonia del Proletariado är det mycket tätbefolkat, med 1 221 invånare per kvadratkilometer. Närmaste större samhälle är Veracruz, 9,4 km öster om Colonia del Proletariado. Runt Colonia del Proletariado är det i huvudsak tätbebyggt.